# Bandiagara (Kreis)

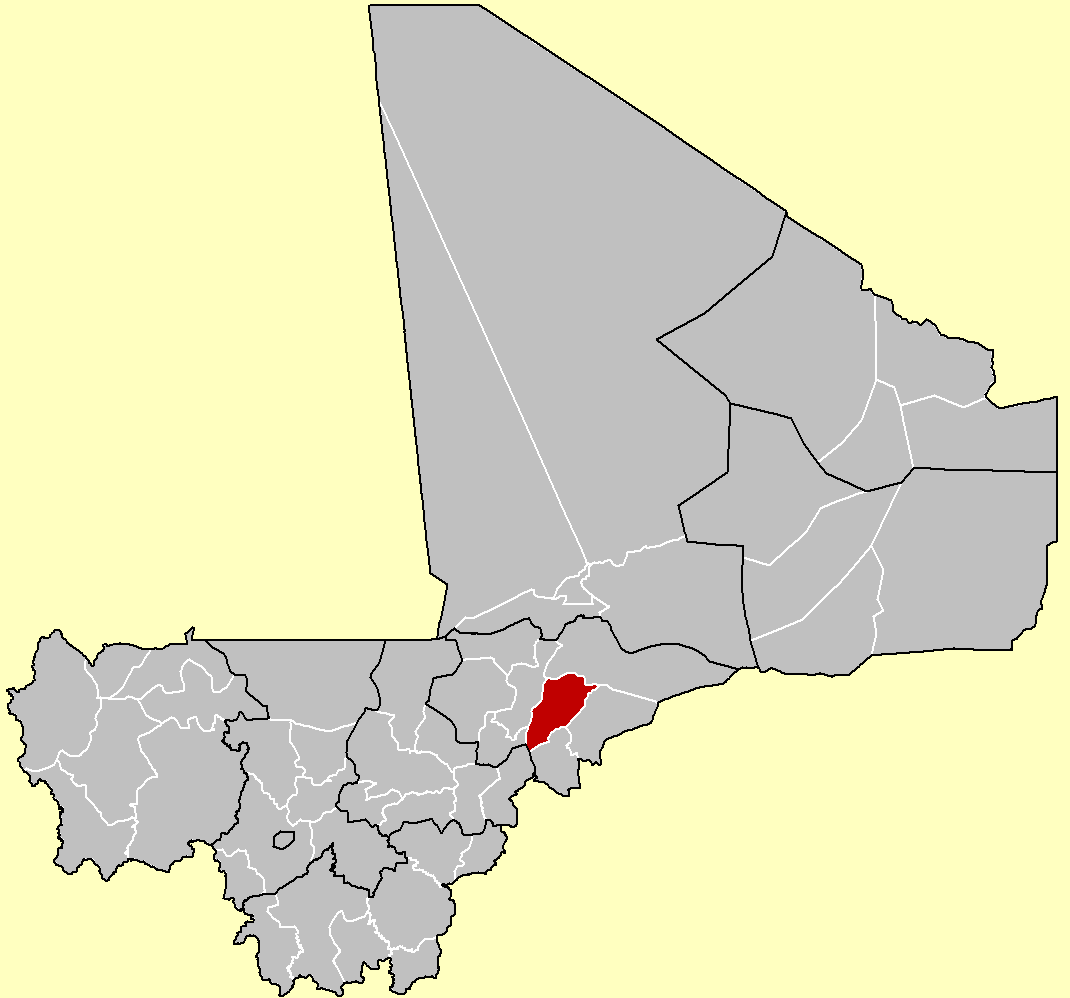
Kreis Bandiagara

Bandiagara ist der Name eines Kreises (franz. cercle de Bandiagara) in der Region Mopti in Mali.
Der Kreis teilt sich in 21 Gemeinden, die Einwohnerzahl betrug beim Zensus 2009 317.965 Einwohner. (Zensus 2009)
Gemeinden: Bandiagara (Hauptort), Bara Sara, Borko, Dandoli, Diamnati, Dogani Beré, Doucoumbo, Dourou, Kendé, Kendié, Lowol Guéou, Métoumou, Ondougou, Pélou, Pignari, Pignari Bana, Sangha, Ségué Iré, Soroly, Timiri, Wadouba.